# Parorsidis ceylanica
Parorsidis ceylanica là một loài bọ cánh cứng trong họ Cerambycidae.